# Ralph Boas
Ralph Philip Boas junior (* 8. August 1912 in Walla Walla, Washington; † 25. Juli 1992 in Seattle) war ein US-amerikanischer Mathematiker, der sich mit Topologie und Analysis beschäftigte.

## Leben und Werk
Boas war der Sohn eines Englischlehrers, machte mit 15 Jahren seinen High-School-Abschluss und studierte an der Harvard University, wo er von seiner ursprünglichen Absicht Chemie oder Medizin zu studieren zur Mathematik wechselte, 1933 seinen Bachelorabschluss machte und 1937 bei David Widder promovierte. Danach war er als Post-Doc bei Salomon Bochner an der Princeton University und in England an der Cambridge University, wo er Godfrey Harold Hardy, John Edensor Littlewood und Abram Samoilowitsch Besikowitsch hörte. 1939 bis 1942 war er an der Duke University, unterrichtete im Zweiten Weltkrieg an einer Flugschule der US-Navy und war danach am Massachusetts Institute of Technology (MIT) als Lecturer. 1950 wurde er (voller) Professor an der Northwestern University, wo er bis zu seiner Emeritierung 1980 blieb und langjähriger Vorsitzender (1957 bis 1972) der mathematischen Fakultät war. Auch danach war er als Mathematiker aktiv und war 1985 bis 1991 Mitherausgeber des Journal of Mathematical Analysis and Applications.
Boas war der erste Herausgeber (1945) von „Mathematical Reviews“, wobei ihm sein Sprachtalent zu Nutzen war. Sein Buch „A primer of real functions“ wurde von seinem Sohn, dem Mathematiker Harold P. Boas, neu herausgegeben.
Er schrieb auch zahlreiche Beiträge für den American Mathematical Monthly (dessen Herausgeber er 1976 bis 1981 war), darunter auch einige  scherzhaften Inhalts. Am bekanntesten ist seine Untersuchung (mit dem Engländer Frank Smithies und möglicherweise anderen Kollegen, als beide Post-Doc in Princeton waren) der Großwildjagd unter mathematischen Aspekten (H. Pétard  „A contribution to the mathematical theory of Big Game Hunting“, American Mathematical Monthly, September 1938, S.  446). Ihre Anwendung des Theorems von Bolzano und Weierstraß auf das Fangen von Löwen in der Sahara lautete z. B.: „Teile die Wüste in zwei Teile durch eine in Nord-Süd Richtung verlaufende Linie. Der Löwe ist entweder in der östlichen oder westlichen Hälfte. Angenommen er ist in der West-Hälfte. Teile diese durch eine Linie in Ost-West Richtung in zwei Teile. Der Löwe ist entweder in der Nord- oder Südhälfte. Wir nehmen an, er sei in der nördlichen Hälfte. Wir setzen den Prozess ad infinitum fort und konstruieren auf diese Weise in jedem Schritt ein starkes Netz um die jeweils ausgesuchte Hälfte. Der Durchmesser dieser Teilgebiete geht gegen Null, so dass der Löwe am Ende durch ein Netz von beliebig kleinem Durchmesser umgeben ist.“
Boas veröffentlichte auch mathematische Arbeiten unter dem Pseudonym E. S. Pondiczery (möglicherweise mit Ko-Autoren), unter anderem im American Mathematical Monthly und in Mathematical Reviews. Ein von ihm 1944 bewiesener Satz unter diesem Namen verewigte sein Pseudonym als Hewitt-Marczewski-Pondiczery-Theorem (ein Spezialfall ist der Satz, dass das Produkt von nicht mehr als c separablen Räumen separabel ist, wobei c die Kardinalzahl des Kontinuums ist).
Nach ihm und Robert Creighton Buck sind Boas-Buck-Polynome benannt (1958).
1973/74 war er Präsident der Mathematical Association of America und 1959/60 war er Vizepräsident der American Mathematical Society. Zu seinen Doktoranden zählt Philip Davis und R. Creighton Buck.
Boas war seit 1941 mit der Physikerin Mary Boas verheiratet, einer Professorin an der DePaul University. Mit ihr hatte er eine Tochter und zwei Söhne, von denen Harold P. Boas Mathematik-Professor an der Texas A&M University ist.

## Anekdoten
Als die Mathematikergruppe mit dem Pseudonym Nicolas Bourbaki um Aufnahme in die American Mathematical Society (AMS) bat, erklärte sich diese (durch ihren Sekretär J. R. Kline) nur dazu bereit, falls sie die höheren Gebühren für Institutionen statt für Einzelpersonen zahlen würden. Die Antwort von Bourbaki bestand darin, in einem Leserbrief zu verbreiten, Boas seinerseits wäre ein Pseudonym für die Herausgeber von Mathematical Reviews. Boas hatte sich für Bourbaki zur Zielscheibe gemacht, als er für das Jahrbuch der Encyclopedia Britannica öffentlich aufdeckte, dass es sich um ein Pseudonym handelte (was Boas schon seit einem Treffen mit Bourbaki-Mitglied André Weil 1939 bekannt war).

## Schriften
- G. Alexanderson, D. Mugler (Herausgeber) „Lion Hunting & other Mathematical Pursuits“, Mathematical Association of America, 1995.
- Entire Functions 1954
- Invitation to complex analysis 1987
- A primer to real functions 1960
- mit R. Creighton Buck: Polynomial expansions of analytical functions 1958